# الغواصة الألمانية فئة يو سي 3
تم استخدام غواصات فئة يو سي3 بواسطة البحرية الألمانية الإمبراطورية ( Kaiserliche Marine ) خلال الحرب العالمية الأولى لزراعة الألغم.زودت ب 7 طوربيدات وما يصل إلى 14 لغم. كانت السفن مزدوجة الهيكل مع تحسين المدى العملياتي مقارنة بالغواصة الألمانية من الفئة يو سي II. كان لهذا النوع قدرة أفضل على التنقل والمناورة والانعطاف من سابقتها، في حين انخفض استقرارها تحت الماء. 
طلبت البحرية الإمبراطورية الألمانية ما مجموعه 113 غواصة من ها النوع، لكن تم إكمال 25 غواصة فقط قبل الهدنة مع ألمانيا في عام 1918. من بين هؤلاء، خدم 16 غواصة من هذا الطراز في أثناء الحرب. تم إلغاء 54 طلب بناء في عام 1918، بينما لم يتم إكمال 34 قاربًا من الطراز، وتم تفكيكها في أحواض السفن. 

## قائمة الغواصات

### خدمت في الحرب العالمية الأولى
كان هناك 16 غواصة من النوع يو سي 3 في البحرية الإمبراطورية الألمانية خلال الحرب العالمية الأولى. 
- غواصة يو سي-90
- غواصة يو سي-90
- غواصة يو سي-91
- غواصة يو سي-92
- غواصة يو سي-93
- غواصة يو سي-94
- غواصة يو سي-95
- غواصة يو سي-96
- غواصة يو سي-97
- غواصة يو سي-98
- غواصة يو سي-99
- غواصة يو سي-100
- غواصة يو سي-101
- غواصة يو سي-102
- غواصة يو سي-103
- غواصة يو سي-104
- غواصة يو سي-105

### اكتمل بعد الهدنة واستسلام للحلفاء
- غواصة يو سي-106
- غواصة يو سي-107
- غواصة يو سي-108
- غواصة يو سي-109
- غواصة يو سي-110
- غواصة يو سي-111
- غواصة يو سي-112
- غواصة يو سي-113
- غواصة يو سي-114

### تحطمت في الفناء
- غواصة يو سي-80
- غواصة يو سي-81
- غواصة يو سي-82
- غواصة يو سي-83
- غواصة يو سي-84
- غواصة يو سي-85
- غواصة يو سي-86
- غواصة يو سي-87
- غواصة يو سي-88
- غواصة يو سي-89
- غواصة يو سي-115
- غواصة يو سي-116
- غواصة يو سي-117
- غواصة يو سي-118
- غواصة يو سي-119
- غواصة يو سي-120
- غواصة يو سي-121
- غواصة يو سي-122
- غواصة يو سي-123
- غواصة يو سي-124
- غواصة يو سي-125
- غواصة يو سي-126
- غواصة يو سي-127
- غواصة يو سي-128

### اقتباسات
1. ↑  Gröner 1991.